# Leucoloma incrassatum
Leucoloma incrassatum är en bladmossart som beskrevs av Thériot 1930. Leucoloma incrassatum ingår i släktet Leucoloma och familjen Dicranaceae. Inga underarter finns listade i Catalogue of Life.